# Eleccions legislatives noruegues de 1981
Les eleccions legislatives noruegues de 1981 se celebraren el 14 de setembre de 1981 per a renovar els 155 membres del Storting, el parlament de Noruega. Els més votats foren els laboristes noruecs, però es formà un govern de coalició conservadora dirigit per Kåre Willoch, qui fou nomenat primer ministre de Noruega.

## Resultats
|         | |         |      |       |          |        |
| Partits | Partits                                                                                            | Vots    | Vots | Vots  | Escons   | Escons |
| Partits | Partits                                                                                            | #       | %    | ± %   | #        | ±      |
|         | Partit Laborista Noruec (Det norske Arbeiderparti)                                                 | 914.749 | 37,2 | -5,1  | 66 / 155 | 10     |
|         | Partit Conservador (Høyre)                                                                         | 780.372 | 31,7 | +7,2  | 53 / 155 | 12     |
|         | Partit Democristià (Kristelig Folkeparti)                                                          | 219.179 | 8,9  | -0,8  | 15 / 155 | 8      |
|         | Partit Socialista d'Esquerra (Sosialistisk Venstreparti)                                           | 121.561 | 4,9  | +0,8  | 4 / 155  | 2      |
|         | Partit del Progrés (Fremskrittspartiet)                                                            | 109.564 | 4,5  | +2,6  | 4 / 155  | 4      |
|         | Partit de Centre (Senterpartiet)                                                                   | 103.753 | 4,2  | -3,8  | 11 / 155 | 1      |
|         | Partit Liberal (Venstre)                                                                           | 79.064  | 3,2  | +0,9  | 2 / 155  | =      |
|         | Aliança Electoral Roja (Rød Valgallianse)                                                          | 17.844  | 0,7  | +0,1  | 0        | 0      |
|         | Partit Popular Liberal (Det Liberale Folkeparti)                                                   | 13.344  | 0,5  | -0,4  | 0        | 0      |
|         | Partit Comunista de Noruega (Norges Kommunistiske Parti)                                           | 6.673   | 0,3  | -0,1  | 0        | 0      |
|         | Partit Polític del Referèndum - Llista Transnacional (Folkeavstemningspartiet/Tverrpolitisk Liste) | 1.482   | 0,06 | -     | 0        | -      |
|         | Partit Tom A. Schankes                                                                             | 826     | 0,03 | -     | 0        | -      |
|         | Gent Lliurement Escollida (Frie Folkevalgte)                                                       | 782     | 0,03 | -0,02 | 0        | 0      |
|         | Llista Sami (Samealbmot listu/Samefolkets Liste)                                                   | 594     | 0.02 | -     | 0        | -      |
|         | Total 2.458.755                                                                                    | 100%    | 100% | 100%  | 155      |        |